# Trifolium semipilosum
Espèce
Trifolium semipilosum est une espèce de plantes à fleurs de la famille des Fabaceae et du genre Trifolium (les trèfles).